# 越南道教
越南道教傳入最早是在東晉末年，五斗米道孫恩在江南發動起義失敗後，其妹夫盧循率部逃至交州。而安南人李脫幫助盧循進攻交州府城，失敗後赴水自盡。吳朝以後，越南在五百年中，又先後建立過丁朝、前黎、李朝、陳朝、胡朝和後陳等朝代。在此期間，中國和越南的政治、經濟和文化的交往十分密切，此時道教隨著移民而傳入。
丁朝先皇太平二年（中國北宋開寶四年，971年）曾經給佛道二教的領袖頒授官階品級，「道士鄧玄光授崇真威儀」。傳稱丁先皇在一次起兵時，還到今寧平省的「天尊洞」道觀，禮拜神明。後平定天下，遂改「天尊洞」為「安國祠」。黎朝大行皇帝在興統四年（中國北宋淳化三年，992年），曾經「宣華山道士陳先生詣闕」。陳先生當指陳摶。但是根據中國的史書，陳摶似乎並未到過越南。越南史書的記載至少說明，陳摶盛名遍傳天下，黎朝大行皇帝欲召而不得。李朝崇信三教，李太祖在位時，就興建道教宮觀太清宮，詔度道士。太祖之子李太宗登基時，道士陳慧龍還為其造「天命」，得寵信，獲賜御衣。李神宗天彰寶嗣三年（中國南宋紹興五年，1135年），神宗曾經赴五嶽觀，「慶成金銀三尊像」，據稱這是越南史書上有關越南道觀造三清神像的首次記載。
越南廣泛流傳對真武帝君的信仰。真武帝君，即玄天上帝。玄天上帝，受到宋、元、明等歷代王朝的封誥。越南的北部和中部有許多奉祀真武大帝的宮觀和神祠。河內市區北部的西湖風景區就有真武觀。真武觀，又稱鎮武觀，也稱龜聖祠。
16世紀以後，越南的南方逐漸被開發。後黎阮氏政權充分利用了許多為逃避滿清統治而到達的前明朝官員以及民眾，獎勵開墾養殖。以後，不斷有來自福建、廣東、廣西等地的華僑移居越南南方。在胡志明市等西南部的華人聚居區與華人聚居的主要城市，一些華人的會館和道教宮觀仍然在繼續活動。由廣東廣州來的華人修建的穗城會館，創建於道光八年（1828年）以前。會館有正殿供奉天后聖母、龍母娘娘、金花娘娘，偏殿供關帝等。由於穗城會館供奉的主要是女神，所以被越南民眾稱為「女廟」。
由廣東潮州來的華人修建的義安會館，創建於1902年（光緒二十八年）以前。會館有正殿供奉關聖帝君，同時奉祀福德老爺、文昌帝君、財帛星君以及天后聖母等。由於義安會館供奉的主要是男神，所以被越南民眾稱為「男廟」。
道教亦影響當地原生宗教－母道教與高台教。